# Xyris indivisa
Xyris indivisa är en gräsväxtart som beskrevs av Norman Arthur Wakefield. Xyris indivisa ingår i släktet Xyris och familjen Xyridaceae. Inga underarter finns listade i Catalogue of Life.